# Sueño

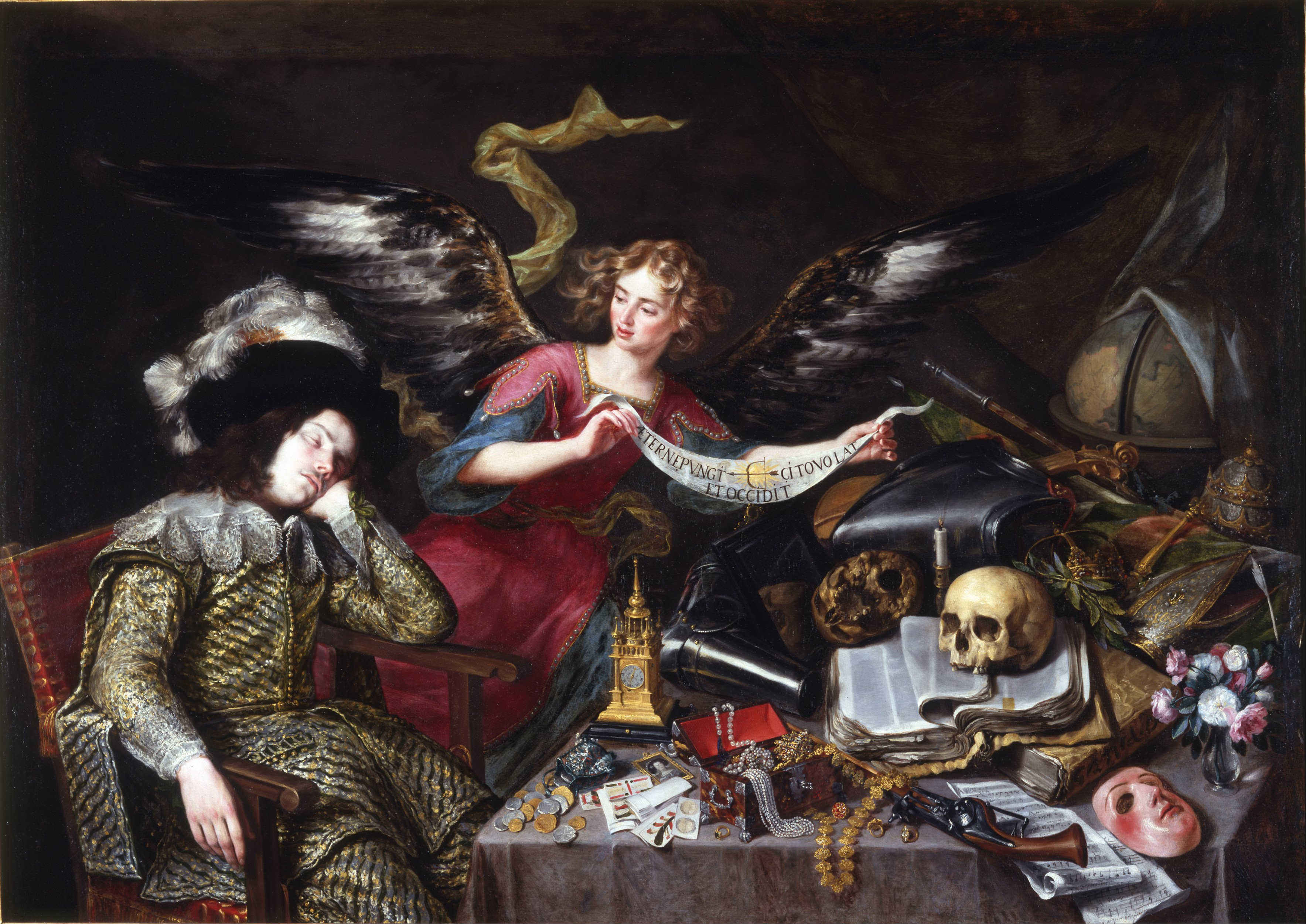
El sueño del caballero (1655), cuadro del pintor barroco Antonio de Pereda.

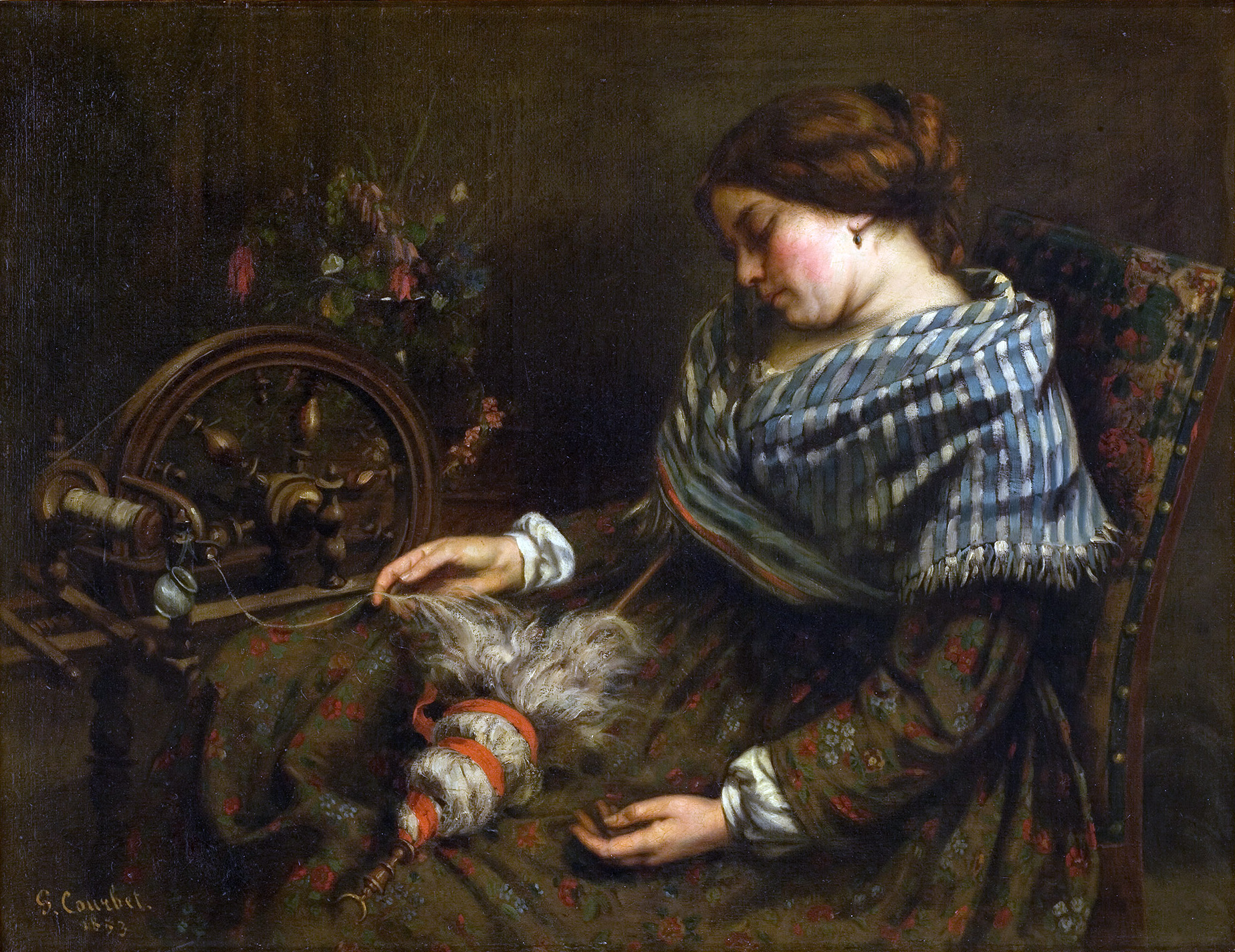
Mujer durmiendo, de Gustave Courbet.

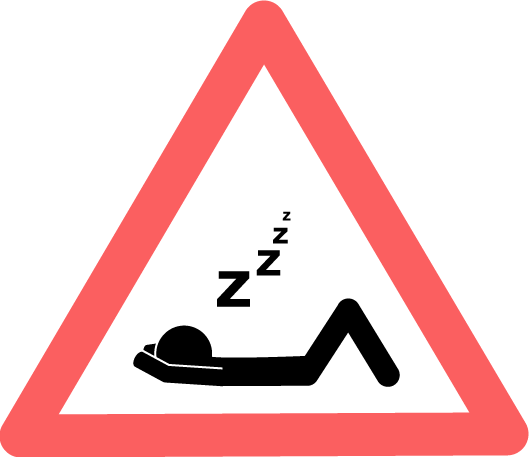
La National Sleep Foundation considera adecuados los siguientes números de horas diarias, conforme a edad, para dormir:
Niños pequeños (1-2 años): entre 11 y 14 horas.
Niños en edad preescolar (3-5 años): entre 10 y 13 horas.
Niños en edad escolar (6-11 años): entre 9 y 11 horas.
Adolescentes (12-17 años): entre 8 y 10 horas.
Adultos más jóvenes (18 a 25 años): entre 7 y 9 horas.
Adultos (26-64 años): entre 7 y 9 horas.
Adultos mayores (de 65 años): entre 7 y 8 horas.

La palabra sueño (del latín somnus, que se conserva en los cultismos somnífero, somnoliento y sonámbulo; antiguamente dormición) designa tanto el acto de dormir como la actividad de la mente durante ese periodo de descanso. El reposo es una función natural del cuerpo humano, una de las más importantes y de mayor necesidad. 
Para definir como se dice a una persona, podemos por ejemplo decir "Noé tiene sueño".

## Dormir y etapas del sueño

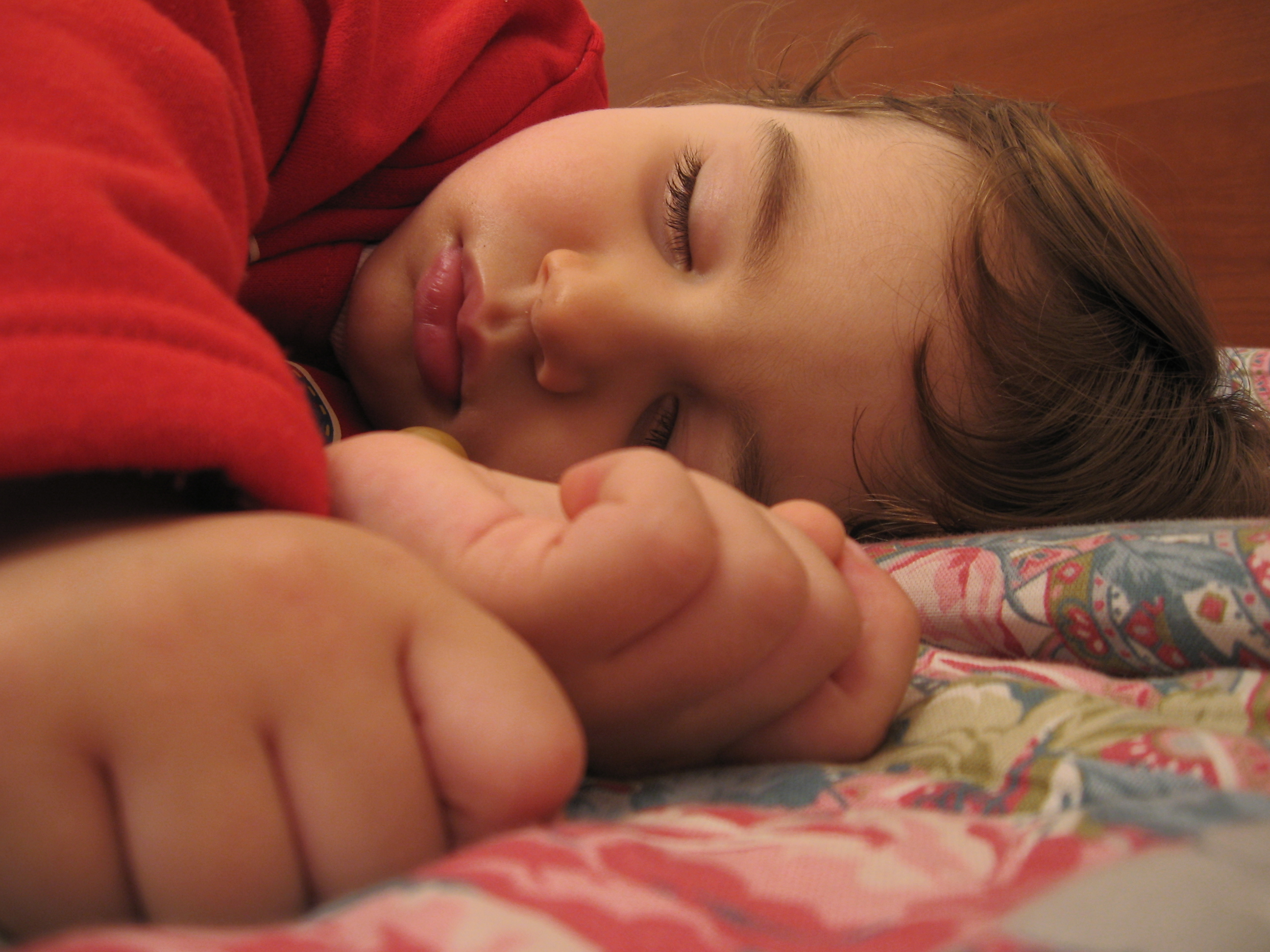
Dormir es el acto de reposar en un estado inconsciente en el que se produce la suspensión de las funciones sensoriales y de los movimientos voluntarios del cuerpo. En los niños pequeños deben dormir a intervalos varias veces en el día.

Dormir es el acto de reposar en un estado inconsciente en el que se produce la suspensión de las funciones sensoriales y de los movimientos voluntarios del cuerpo. En el adulto, el sueño nocturno de unas ocho horas se organiza en 4-5 ciclos de unos 90-120 minutos, durante los cuales se pasa de la vigilia a la somnolencia (estadio o fase I), de allí al sueño ligero (fase II), de allí al sueño lento o profundo (fase III) y finalmente al sueño MOR (fase IV). Su distribución estándar en un adulto sano es aproximadamente la siguiente: Fase I, el 5 %; Fase II, el 50 %; Fase III, el 20 % y Fase MOR, el 25 %.
Los estados y fases del sueño humano se definen según los patrones característicos que se observan mediante el electroencefalograma (EEG), el electrooculograma (EOG, una medición de los movimientos oculares) y el electromiograma de superficie (EMG, movimiento de los músculos esqueléticos). El registro de estos parámetros electrofisiológicos para definir los estados de sueño y de vigilia se denomina polisomnografía. 
Estos perfiles describen dos estados del sueño: 

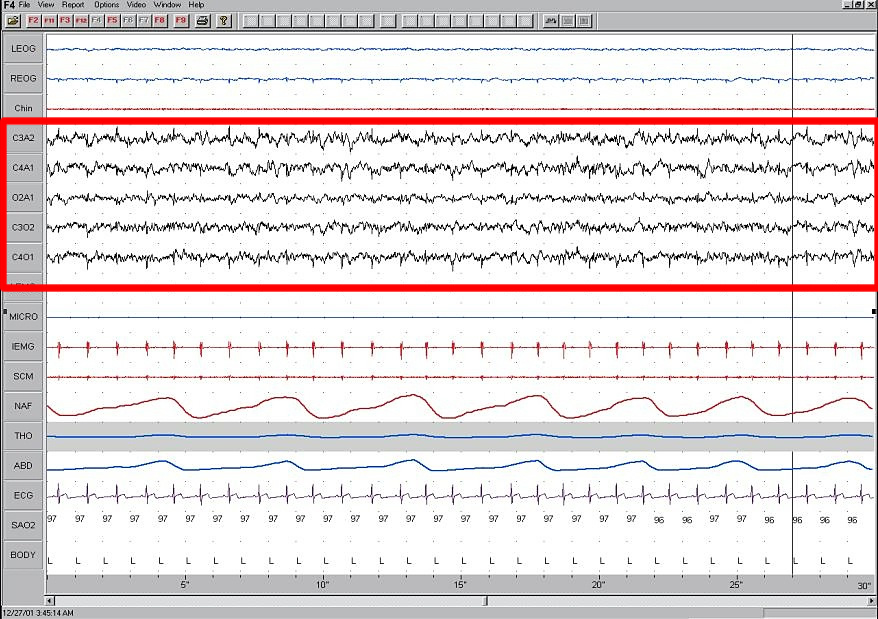
Fase 1
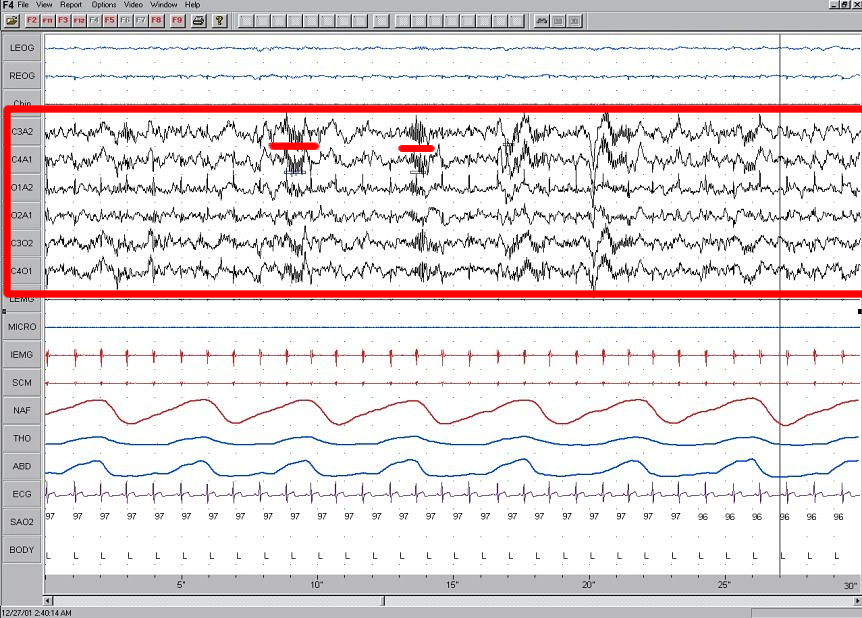
Fase 2
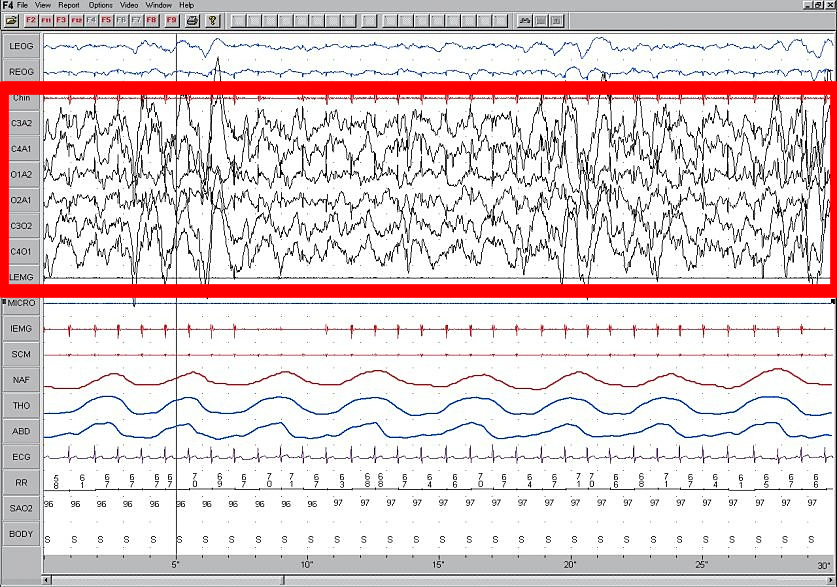
Fase 3
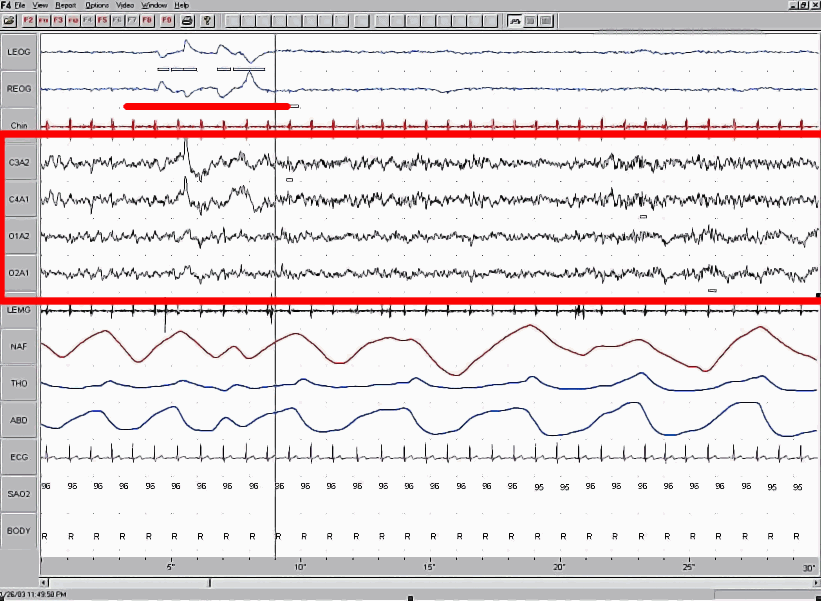
Sueño sin movimientos oculares rápidos (sueño no MOR, o NMOR; NREM en inglés). En el que se pueden diferenciar tres fases:
  - La Fase I del NMOR (fase del sueño ligero) es la transición desde la vigilia al sueño; se reconoce por la desaparición del patrón regular α (alfa, de amplitud de onda alta y regular, de 8 a 13 Hz) y la instauración de la onda θ (theta, de un patrón de amplitud baja y de frecuencia mixta, predominantemente en el intervalo de 2 a 7 Hz), con movimientos oculares lentos "en balancín".
  - La Fase II del NMOR se define por la aparición de complejos K y de husos de sueño superpuestos a una actividad de base similar a la del estado 1. Los complejos K son descargas lentas, negativas (hacia arriba) y de amplitud elevada que se continúan inmediatamente después por una deflexión positiva (hacia abajo). Los husos de sueño son descargas de alta frecuencia de corta duración que presentan una amplitud característica con subidas y bajadas. No hay actividad ocular y el EMG da un resultado similar al estado 1.
  - La Fase III del NMOR (previamente dividida en fases III y IV) es la fase de mayor profundidad en el sueño, y se caracteriza por ser un sueño de entre 20 % a % de actividad δ (delta, de amplitud elevada, > 75 microV, y de 0,5 a 2 Hz). Los husos del sueño pueden persistir y sigue sin haber actividad ocular. La actividad del EMG permanece en un nivel reducido y de alto voltaje, que comprende al menos el 50% del registro. La fase III del NMOR se denomina sueño de ondas lentas (SOL), sueño delta o sueño profundo.

- Sueño de movimientos oculares rápidos (MOR; REM en inglés), o fase IV del sueño, conocido también como sueño paradójico, sueño desincronizado o sueño D, se caracteriza por un EEG de baja amplitud y de frecuencia mixta similar al de la fase I del NMOR. Se producen brotes de actividad más lenta (3 a 5 Hz) con deflexiones negativas superficiales ("ondas en diente de sierra") que se superponen con frecuencia a este patrón. El EOG da muestras de movimientos oculares rápidos similares a las que se observan cuando la persona permanece despierta y con los ojos abiertos. La actividad del EMG permanece ausente, un reflejo de la atonía muscular completa de la parálisis motora descendente característica de este estado. En esta etapa se presentan las ensoñaciones (fase onírica). Es habitual que se presenten de 4 a 6 periodos de sueño MOR durante la noche.[5]

- Fase 1
- Fase 2
- Fase 3
- Sueño MOR

### Necesidades de sueño y edad
Las necesidades de sueño varían según la edad. El niño recién nacido duerme casi todo el día, con una proporción próxima al 50 % del denominado sueño «activo», que es el equivalente del sueño MOR. A lo largo de la lactancia los períodos de vigilia son progresivamente más prolongados y se consolida el sueño de la noche; además, la proporción de sueño MOR desciende al 25-30 %, que se mantendrá durante toda la vida. De 1-3 años de edad, el niño ya solo duerme una o dos siestas. Entre los 4-5 años y la adolescencia los niños son hipervigilantes, muy pocos duermen siesta pero tienen un sueño nocturno de 9 horas bien estructurado en cinco ciclos o más. En los individuos jóvenes reaparece en muchos casos la necesidad fisiológica de una siesta a mitad del día. La necesidad de sueño en un adulto puede oscilar entre 7 y 9 horas pero según un estudio de los hábitos de sueño de 2021 de más de 3000 españoles un 74% duermen menos de 7 horas cada día. Los adultos mayores (65 años y más) necesitan 7 u 8 horas de sueño por la noche, a medida que se envejece, se producen cambios en los patrones de su sueño. Estos cambios causan insomnio o problemas para dormir.
Asimismo, varía notablemente el horario de sueño entre noctámbulos y madrugadores. En épocas de mucha actividad intelectual o de crecimiento o durante los meses del embarazo, puede aumentar la necesidad de sueño, mientras que el estrés, la ansiedad o el ejercicio físico practicado por la tarde pueden disminuir la cantidad de sueño. Los estudios efectuados en individuos aislados de influencias exteriores han mostrado que la tendencia fisiológica general es a retrasar ligeramente la fase de sueño con respecto al ciclo convencional de 24 horas y a dormir una corta siesta «de mediodía» (Vallejo, 2006, 232). En los ancianos se va fragmentando el sueño nocturno con frecuentes episodios de despertar y se reduce mucho el porcentaje de sueño en fase IV y no tanto el de sueño MOR, que se mantiene más constante a lo largo de la vida. Las personas de edad avanzada tienden a aumentar el tiempo de permanencia en la cama. Muchas de ellas dormitan fácilmente durante el día varias siestas cortas. 
El sueño representa una función vital, por ser imprescindible (el ser humano no puede vivir sin dormir), restauradora (el sueño repara el cuerpo cada día), complementaria y fundamental para asegurar la vigilia (se duerme para poder sentirse despierto al día siguiente), fisiológicamente necesario.
Durante el sueño profundo (Fase III), se produce la restauración física y durante el sueño MOR la restauración de la función cognitiva (proceso de aprendizaje, memoria y concentración).

## Función biológica del sueño

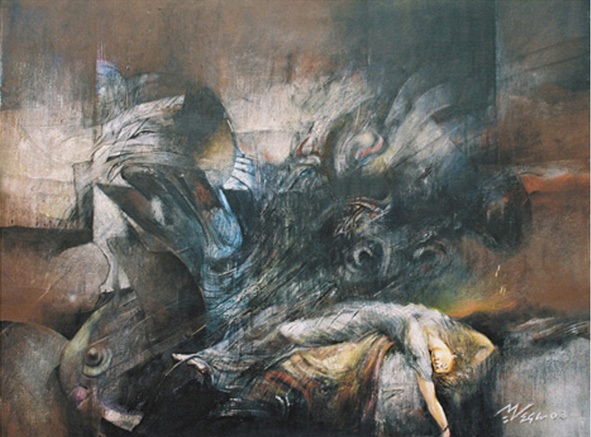
Sopor, de Mauricio García Vega.

### Eliminación de residuos celulares del cerebro
Durante el estado de sueño, el sistema glinfático (equivalente al sistema linfático del resto del cuerpo), se activa 10 veces más en comparación al estado de vigilia, permitiendo que los residuos de las células cerebrales se eliminen con mayor eficacia. Durante el sueño se produciría una contracción de las células cerebrales, creándose así más espacio entre ellas y con ello permitiendo que el líquido cefalorraquídeo circule más fácilmente a través del tejido cerebral; limpiándose así más libremente los residuos, tales como la proteína beta-amiloide responsable de la enfermedad de Alzheimer.
Además, el cuerpo, durante el sueño entra en estado anabólico, el cual sirve para desarrollar numerosas funciones de reparación en nuestro organismo.
Dormir de lado (y en posición fetal), en comparación con dormir boca arriba o boca abajo, puede eliminar de manera más efectiva los desechos cerebrales durante el sueño y puede ser una práctica importante para ayudar a reducir las posibilidades de desarrollar Alzheimer, Parkinson y otras enfermedades neurológicas, según investigadores de la Universidad de Stony Brook.

## Efectos del sueño

### Consolidación de la memoria
La hipótesis de que el sueño participa en la consolidación de la memoria reciente ha sido investigada mediante cuatro paradigmas: 
1. Efectos de la privación del sueño sobre la consolidación de recuerdos;
2. Efectos del aprendizaje sobre el sueño posentrenamiento;
3. Efectos de la estimulación durante el sueño sobre los patrones de sueño y sobre la memoria,
4. Reexpresión de los patrones de comportamiento específico neuronal durante el sueño posentrenamiento.

Algunos de estos estudios confirman la idea de que el sueño está profundamente implicado en las funciones de la memoria en humanos y animales. Sin embargo, los datos disponibles aún son demasiado escasos y en ocasiones contradictorios para confirmar o rechazar inequívocamente la hipótesis de que la consolidación de memorias no declarativa y declarativa, respectivamente, dependan de los procesos de sueño MOR y NMOR. Por otra parte, no se ha encontrado ninguna correlación entre la cantidad de sueño que se registra en una especie y su capacidad intelectual; si el sueño sirviera para consolidar la memoria, un gato que duerme 16 horas diarias debería tener una memoria prodigiosa, superior a la de un ser humano que solo duerme ocho horas. También, personas que no presentan sueño MOR, por ejemplo, por lesiones traumáticas en el rombencéfalo o debido al consumo de fármacos, no tienen ningún problema en consolidar sus aprendizajes.[cita requerida]
Otros estudios más recientes comparan el proceso de ordenamiento de la memoria durante el sueño con el proceso de desfragmentación de la memoria de las computadoras, ambos persiguiendo un mismo objetivo de mantenimiento y economía de recursos, preparándonos para una mejor disponibilidad operativa de la memoria durante los momentos de mayor utilidad, como el estar despierto o en actividad.[cita requerida]

#### Procesamiento de la memoria
Los científicos han demostrado de muchas maneras que el sueño está relacionado con la memoria. En un estudio realizado por Turner, Drummond, Salamat y Brown en personas y animales durante el sueño se demostró que la memoria de trabajo se ve afectada por la falta de sueño. La memoria de trabajo es importante porque mantiene activa la información para su posterior procesamiento y apoya las funciones cognitivas de alto nivel, como la toma de decisiones, el razonamiento y la memoria episódica. El estudio permitió a 18 mujeres y 22 hombres dormir solo 26 minutos por la noche durante un periodo de cuatro días. Al principio los sujetos fueron puestos a prueba en tests cognitivos (descansados), luego de nuevo dos veces al día durante los cuatro días de privación de sueño. En la prueba final, la media de memoria de trabajo del grupo privado de sueño se había reducido en un 38 por ciento, en comparación con el grupo de control.
Parece que la memoria se ve afectada por diferentes etapas del sueño, como el sueño MOR y el sueño de baja onda (SBO). En un estudio realizado por Born, Rasch y Gays, se tomaron varios grupos de sujetos humanos: el grupo de control y el grupo de ensayo. Se encomendó una tarea mental a medianoche (grupo de ensayo) y otra tarea al final de la noche (grupo de control). En cuanto los sujetos dormían, los hipnogramas marcaban un 23 por ciento de SBO, lo que nos hace saber que durante la medianoche el tipo de sueño predominante es el SBO. El grupo de ensayo dio un 16 por ciento más que el grupo de control (en memoria declarativa), mientras que el grupo de control dio un 25 por ciento más que el grupo de ensayo (en memoria de trabajo). Esto indica que la memoria de trabajo (la que más necesitamos) es más alta después del periodo de sueño MOR más extenso (hacia el final de la noche) y que, en cambio, la memoria declarativa (la que menos necesitamos) se enriquece con el SBO.
Un estudio realizado por Datta, un neurocientífico de la Escuela de Medicina en la Universidad de Boston, apoya indirectamente estos resultados. Los sujetos fueron 22 ratas macho. Se construyó una caja donde una rata podía moverse libremente de un lado a otro. El fondo de la caja estaba hecho con una rejilla de acero. Se ponía una rata en la caja y una activaba una potente luz acompañada de un sonido. Después de cinco segundos, se aplicaba una descarga eléctrica en la rata. Una vez aplicada la descarga, la rata se podía mover al otro lado de la caja y evitar la descarga. La duración de la descarga nunca era de más de 5 segundos. Esto se repitió 30 veces en la mitad de las ratas. A la otra mitad, el grupo de control, le hicieron lo mismo pero sin tener en cuenta su reacción; después de las sesiones, se puso a las ratas en otra caja y les hicieron registros poligráficos flotando seis horas. Este proceso se repitió durante tres días. Este estudio determinó que, después de las sesiones (descargas eléctricas), las ratas pasaban un 25,47 por ciento más tiempo en sueño MOR. Estas pruebas apoyan los resultados del estudio de Born y su equipo, que indica una correlación entre el sueño MOR y el conocimiento procedimental.
También se realizó un estudio acerca de la participación de la estimulación de corriente continua en la corteza prefrontal para aumentar la cantidad de oscilaciones lentas durante el SWSfe. La estimulación de corriente continua mejora muchísimo la retención de parejas de palabras al día siguiente, lo que demuestra que el SWS tiene un papel importante en la consolidación de los recuerdos episódicos.
Los diversos estudios sugieren que existe una correlación entre el sueño y las funciones de la memoria. Los investigadores del sueño de Harvard Saper y Stickgold dijeron que una parte esencial de la memoria y del aprendizaje consiste en que las dendritas de las células nerviosas envíen información a las células para hacer nuevas conexiones neuronales. Para hacer este proceso, las dendritas no deben recibir ningún tipo de información externa y por ello se sugiere que ocurre durante el sueño.

## Áreas del encéfalo implicadas en el sueño
- Región anterior del hipotálamo, área del prosencéfalo basal (sueño);
- Región posterior del hipotálamo, área del mesencéfalo (vigilia).

Estas dos áreas del encéfalo que están involucradas en la regulación del sueño fueron descubiertas, a principios del siglo XX, antes de que surgiera la neurociencia comportamental moderna, por el neurólogo vienés barón Constantin von Economo. Posteriormente la implicación de estas dos áreas se confirmó mediante estudios de lesión en animales experimentales (Saper, Chou y Scammell, 2001).
Aunque no se han aclarado los factores que desencadenan el sueño, varias líneas de investigación hacen pensar que en el encéfalo existen sustancias que lo inducen. Una de ellas podría ser la adenosina, que se acumula durante los periodos de uso intenso del ATP (adenosín trifosfato) en el sistema nervioso, y se une a receptores específicos, los A1, e inhibe ciertas neuronas colinérgicas (liberadoras de acetilcolina) del sistema de activación reticular que participan en el despertar. Así pues, la actividad del sistema reticular durante el sueño es baja por el efecto inhibitorio de la adenosina. La cafeína (del café) y otras metilxantinas, sustancias conocidas por su efecto de mantener la vigilia, se unen con los receptores A1 y los bloquean, con lo que impiden que la adenosina se fije a ellos e induzca el sueño.

### Fármacos que afectan al sueño
La mayoría de los fármacos que influyen en el sueño pueden clasificarse en una de dos categorías diferentes:
- Hipnóticos: aumentan la cantidad de sueño.
- Antihipnóticos: disminuyen la cantidad de sueño.[14]

Hay una tercera categoría que cabría introducir, la de los fármacos que influyen sobre la ritmicidad circardiana, siendo el principal fármaco la melatonina.

### Enfermedades del sueño
- Apnea del sueño. Trastorno en que la persona deja de respirar durante 10 segundos o más, en forma repetitiva, mientras está dormida, Lo más frecuente es que se deba a pérdida del tono en los músculos de la faringe, lo cual permite que ocurra el colapso de las vías respiratorias.[15]

- Insomnio. Dificultad para conciliar el sueño y quedarse dormido.[15]

- Narcolepsia. Estado en que no se puede inhibir el sueño REM durante los períodos de vigilia. En consecuencia, sobrevienen durante el día episodios de sueño involuntarios con duración de unos 15 minutos cada uno.[15]

- Insomnio familiar fatal. Enfermedad hereditaria muy poco frecuente.

### Aspectos genéticos que influyen en la duración del sueño
Recientes estudios han puesto de manifiesto que existen tres variantes genéticas relacionadas con la duración del sueño:
- Variante genética cercana al gen PAX 8, que produce cambios con un promedio de 2,6 minutos por alelo en la duración del sueño. Es la variante más fuertemente asociada a la duración del sueño.
- Variante aguas abajo del gen  VRK2, que produce cambios con un promedio de 2 minutos por alelo en la duración del sueño.
- Variante agua arriba del gen VRK2, que produce cambios con un promedio de 1,6 minutos en la duración del sueño.[16]

### Duración del sueño y enfermedad
Desde hace algún tiempo, es conocido que la duración del sueño está asociada con determinadas enfermedades metabólicas, tales como obesidad y diabetes tipo 2. Nuevos estudios en esta línea han puesto de manifiesto que existe una clara correlación genética entre la corta duración del sueño y el índice de masa corporal (IMC), pero no con diabetes tipo 2; sin embargo, existe una clara correlación genética entre una duración larga del sueño, IMC y diabetes tipo 2. Sin embargo no se han podido establecer fenómenos de causa-efecto en estos parámetros, debido a los múltiples factores que afectan a los mismos.

### Sueño comunitario
El sueño compartido ha sido una práctica común a lo largo de la historia, desde la prehistoria hasta la era moderna. En la antigüedad, la escasez de camas y la búsqueda de compañía y seguridad llevaban a las personas a dormir juntas, incluso con extraños. Se han encontrado pruebas arqueológicas de colchones de follaje compartidos por grupos familiares en la Edad de Piedra, hace unos 77.000 años.
Durante siglos, compartir la cama era la norma, incluso entre clases sociales diversas. Desde la Edad Media hasta el período moderno, la mayoría de las personas, excepto la aristocracia y los ricos, compartían la cama por razones prácticas y sociales. Dormir juntos no tenía connotaciones sexuales y era una forma de fortalecer vínculos sociales y privacidad para compartir secretos.
En la época moderna temprana, la práctica continuó siendo común, con ejemplos de registros detallados de sueño comunitario en el siglo XVII. Sin embargo, compartir la cama también tenía sus desafíos, como la falta de higiene y el riesgo de enfermedades y plagas.
A mediados del siglo XIX, la idea del sueño individualista ganó popularidad, promovida por figuras como el médico estadounidense William Whitty Hall, quien la consideraba más higiénica y moralmente superior. Esta tendencia llevó al abandono gradual del sueño compartido, incluso entre parejas casadas, a favor de camas separadas.
Aunque en la década de 1950 se consideraba que dormir separados indicaba problemas matrimoniales, el sueño social nunca recuperó su popularidad pasada. La mayoría de las personas actualmente prefieren dormir solas por comodidad y para diseñar su entorno de sueño según sus propias necesidades.

## El sueño en los animales

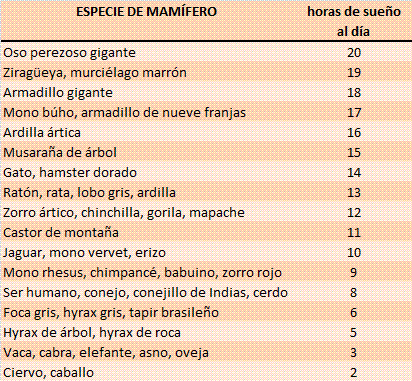
Cantidad en horas que duermen diferentes mamíferos por día.

El acto de soñar ha sido solo confirmado en el Homo sapiens. Algunos animales también pasan por la fase MOR del sueño, pero su experiencia subjetiva es difícil de determinar. Parece que los mamíferos son los animales con mayor probabilidad de soñar debido a su ciclo del sueño similar al humano. En el primer lugar de las estadísticas en términos de sueño se encuentra el gato, que pasa un 70 % de su vida durmiendo y, a medida que envejece, su etapa de vigilia disminuye ostensiblemente.
Los caballos, los patos y las ovejas pueden dormir de pie o echados. Sin embargo, no pueden experimentar sueño MOR mientras están de pie. El animal que más tiempo pasa en fase MOR durante el sueño es el armadillo. Las ballenas y los delfines son diferentes al resto de los mamíferos: siempre tienen que estar conscientes, ya que necesitan salir a la superficie a respirar, solo una parte de su cerebro duerme cada vez.
Casi todos los mamíferos que han sido estudiados muestran ciclos MOR o NMOR, lo que sugiere un mecanismo compartido a través de especies, con un significado funcional universal.

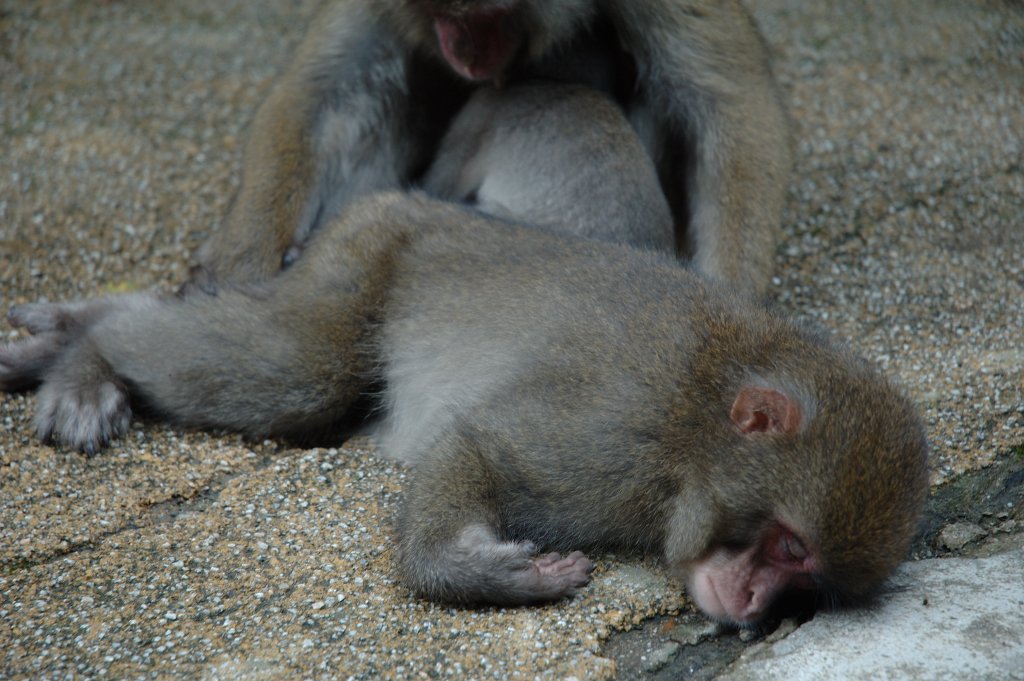
Un macaco japonés durmiendo.
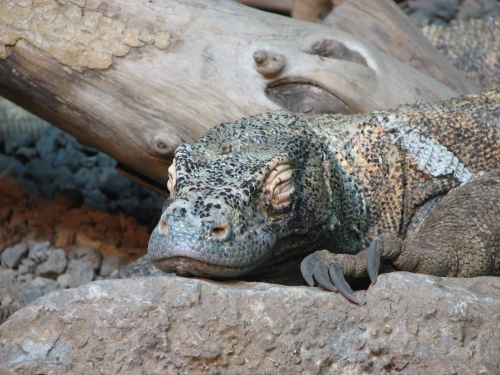
Un dragón de Komodo durmiendo.
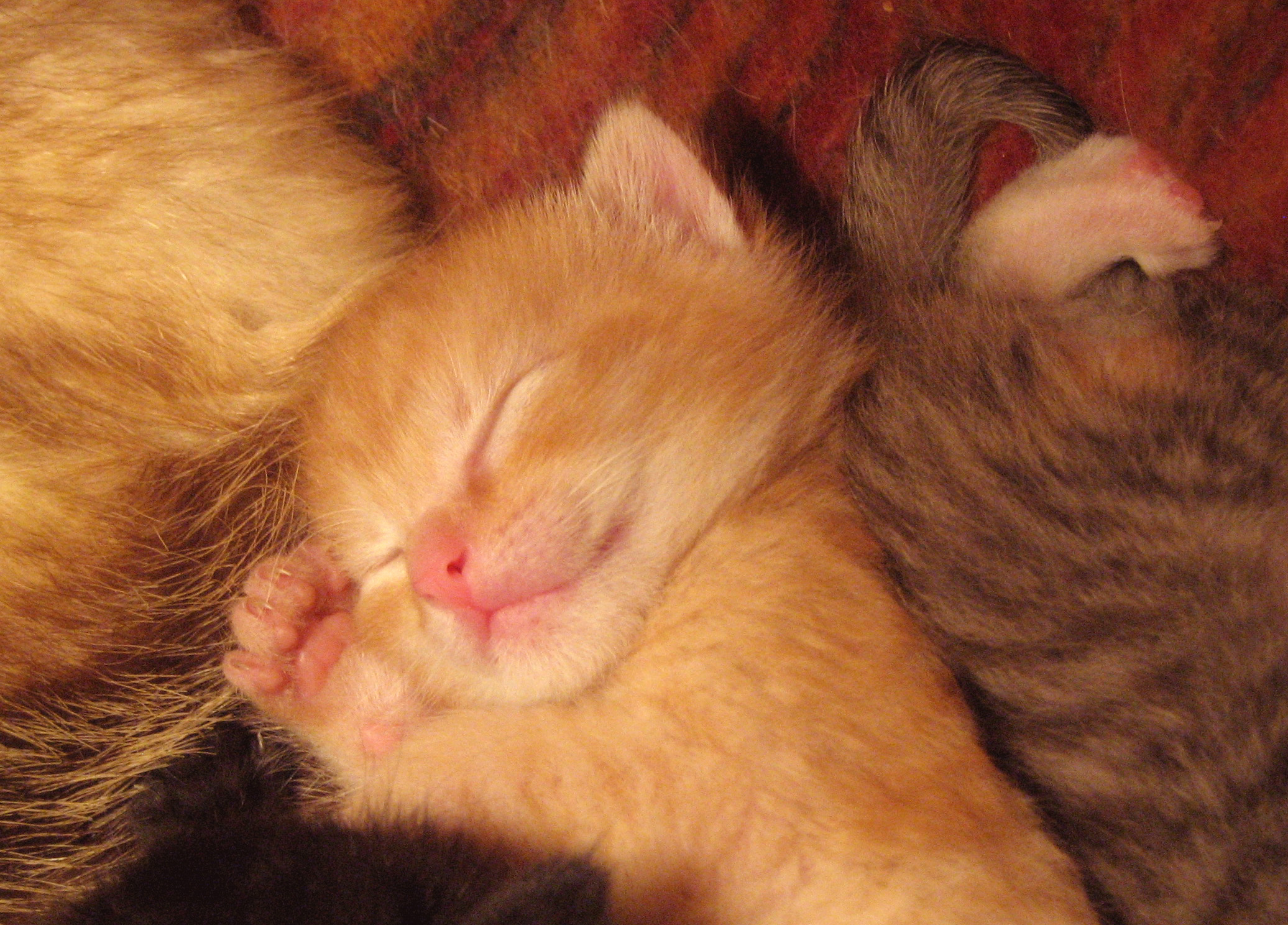
Los felinos son propensos a dormir durante el día.